# Route nationale 11 (Tunisie)
Pour les autres articles nationaux ou selon les autres juridictions, voir Route nationale 11.
La route nationale 11 ou RN11 est un axe routier de Tunisie qui relie Bizerte à la frontière algéro-tunisienne (nord-ouest du pays) en passant par Babouch près de Aïn Draham.

## Villes traversées
- Bizerte
- Menzel Bourguiba
- Mateur
- Béja
- Amdoun
- Aïn Draham
- Babouch

## Accidents
Le 1er décembre 2019, trente personnes perdent la vie après qu'un autocar a raté un virage puis chuté dans un ravin sur un tronçon entre Béja et Amdoun.